# Abraham Hyacinthe Anquetil-Duperron

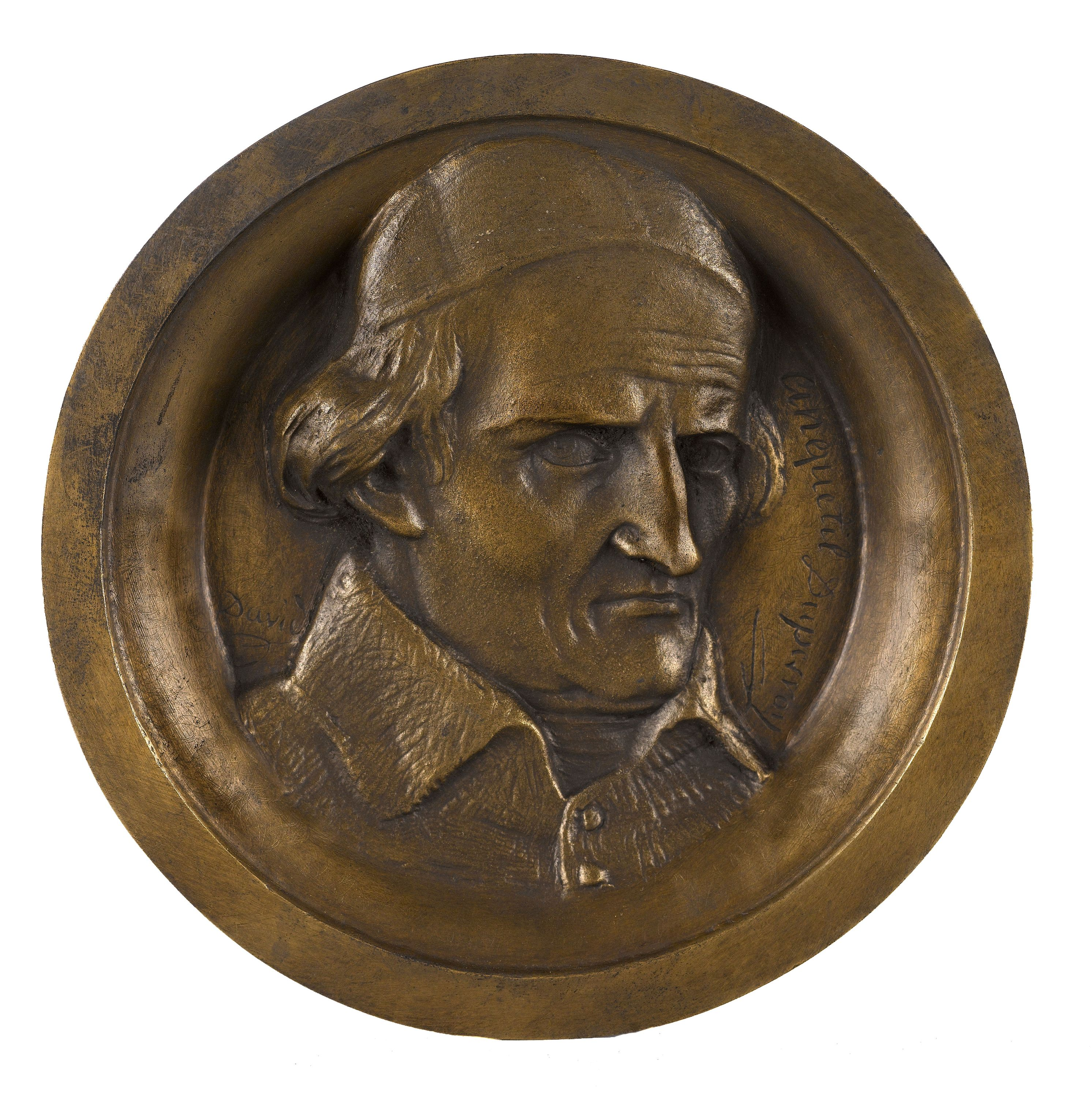
Abraham Hyacinthe Anquetil-Duperron

Abraham Hyacinthe Anquetil-Duperron, född 7 december 1731 i Paris, död 17 januari 1805 i Paris, var en fransk orientalist och Avesta-studiets grundläggare.

## Biografi
Anquetil-Duperron företog 1754–1762 en resa till Indien och kom i kontakt med parsiska präster och förvärvade från dem en värdefull manuskriptsamling. Anquetil-Duperron introducerade bland annat ordet "arier" i europeisk idédebatt. Ordets moderna historia tar sin början under 1700-talet då Anquetil-Duperron satte det namn som Herodotos och Diodoros använde som beteckning på meder (αριοι) i samband med en självbeteckning i Avesta (airyanəm vaejah-) och med landsnamnet Iran. Anquetil-Duperron arbetade på en översättning av Avesta till franska och när den utkom 1771, och i tysk översättning från franskan 1776–1783, var det troligen första gången "arier" användes i dessa språk. Anquetil-Duperron föreslog också Iran som urhem för arier istället för Indien. 
Arbetet framkallade en häftig vetenskaplig diskussion som varade långt in på 1800-talet; trots bristfälligheter och misstag har hans Zend-Avesta bildat epok. Han översatte också vissa delar av Upanishaderna från en persisk översättning, Oupack'hat (1801–1802).